# シルヴァーソニック
シルヴァーソニック（欧字名:Silver Sonic、2016年3月22日 - ）は、日本の競走馬。主な勝ち鞍は2022年のステイヤーズステークス、2023年のレッドシーターフハンデキャップ。
馬名の意味は、音速の銀。愛称は「シルヴィー」。

## 戦績

### 3歳 - 5歳（2019年 - 2021年）
2歳時はデビューできなかった。2019年1月20日、京都競馬場6レースの3歳新馬戦（芝1600m）でデビューし2着。4戦目となった6月2日の阪神競馬場・3歳未勝利戦（芝1800m）で初勝利を収めた。続く7月の国東特別（1勝クラス）と9月の兵庫特別（2勝クラス）も連勝し、一気に準オープンまで昇格した。準オープンでは勝ちきれないレースが続いたが、5歳6月のジューンステークスを勝利しオープンクラスに昇格。年末に初の重賞挑戦で出走したステイヤーズステークスは好位でレースを進め、ディバインフォースの3着に好走した。

### 6歳（2022年）
シーズン初戦の万葉ステークス、2戦目の阪神大賞典は共に3着と、好走はするものの勝ちきることはできなかった。
GI初出走となった5月1日の天皇賞（春）はスタート直後につまずき、鞍上の川田将雅が落馬。競走中止となったが、シルヴァーソニックは空馬のまま走り続け、最終的に優勝したタイトルホルダーに次ぐ2番手でゴールを通過した。その後、外ラチを背面跳びするような格好で転倒し、直後助手が寄って声をかけるまでほぼ動かなかったため場内が騒然となった（後のインタビューで当の助手も「最悪の事態を覚悟していたので思わず泣いてしまっていた」と語っている）が、幸い馬体に異常はなかった。
天皇賞（春）の後は目黒記念を目標に調整を行ったが、左前脚の骨瘤のため回避。さらにエックス線の再検査を受けた結果、左前脚副管骨の骨膜により全治3か月と診断され、山元トレーニングセンターで休養に入った。復帰戦は当初11月6日のアルゼンチン共和国杯を予定していたが、抽選の結果除外となってしまった。その後、12月3日のステイヤーズステークスを目標とすることが改めて発表された。
12月3日に中山競馬場で行われたステイヤーズステークスで、約7か月ぶりにレースに復帰。鞍上に新たにダミアン・レーンを迎え、3番人気に推された。レースでは中団やや後ろを追走し、最後の直線ではインを通って抜け出し追い込んだ5番人気の牝馬プリュムドールに3/4馬身差をつけ優勝。重賞初制覇を果たした。鞍上のレーンは「スタートしてすぐに内ラチ沿いの有利なポジションが取れました。最終コーナーでは厳しい位置になったけど、直線でスペースができたらすぐに反応していい脚を見せてくれた。長距離なら重賞でも強いところを見せてくれると思います」と語った。この勝利で同馬を管理する池江泰寿調教師は史上39人目となるJRA通算800勝を達成。池江は「開業当初から支援していただいたオーナー、牧場関係者の皆様、厩舎のスタッフ、そして馬たちの頑張りでここまで何とか来ることが出来ました。皆様に感謝しています。本当にみんな『ブラボー!』です」とコメントした。

### 7歳（2023年）
7歳初戦として、現地2月25日にサウジアラビアのキングアブドゥルアジーズ競馬場で行われたレッドシーターフハンデキャップに出走。道中は内側の好位で追走し、直線入り口で鞍上・レーンの仕掛けに反応し、力強く抜け出して先頭に躍り出ると、以後は後続を突き放し、2着のエネミーに2馬身半の差をつけて優勝。海外レース初挑戦にして初優勝を飾った。また父のオルフェーヴル、祖父のステイゴールドに次ぐ、父子3代での海外重賞制覇も達成した。次走には前年競走中止となった天皇賞（春）を選択し、鞍上には引き続きレーンを迎えた。道中は後方4・5番手で構え、2周目向こう正面過ぎから前のボルドグフーシュをマークする形で位置を上げ、直線半ばでこれを外から交わす。その後もしぶとく伸びたが、ジャスティンパレスやディープボンドには届かず3着に惜敗した。秋にはオーストラリアに遠征しメルボルンカップに出走するプランもあったが、左前肢球節部に浮腫みの症状が見られたために白紙となり、その後年内の出走は行わないことを発表した。

### 8歳（2024年）
前年勝利したレッドシーターフハンデキャップには予備登録していたが、発表された負担重量が61kgとなったことから、重い斤量を考慮して陣営は1月21日に回避を表明し、阪神大賞典を目標に調整された。しかし、阪神大賞典は11着と敗れ、続く天皇賞（春）も16着と大敗した。その後、グリーンファームへ放牧に出されたが、エコー検査で重度の繋靭帯炎を発症していることが判明し、5月26日に社台サラブレッドクラブにより現役引退が発表され、5月29日付で競走馬登録を抹消された。引退後は生まれ故郷の社台ファームで乗馬となる予定。
なお、2024年に中央競馬ピーアール・センター企画で実施された「アイドルホースオーディション2024」において、シルヴァーソニックは現役馬・引退馬両部門合わせて最多となる23,457票を獲得し引退馬部門で1位となった。現役馬部門の上位2頭と引退馬部門の1位は中央競馬ピーアール・センターの「ターフィー通販クラブ」が製作・販売を行っているぬいぐるみシリーズ「アイドルホース」として製作されることになっており、シルヴァーソニックのぬいぐるみが製作された。
| 部門   | 順位   | 馬名               | 得票数   | 主な勝ち鞍          |
| ------ | ------ | ------------------ | -------- | ------------------- |
| 現役馬 | 1位    | マイネルファンロン | 13,469票 | 新潟記念（GⅢ）      |
| 現役馬 | 2位    | ハヤヤッコ         | 10,215票 | 函館記念（GⅢ）      |
| 引退馬 | 引退馬 | シルヴァーソニック | 23,457票 | ステイヤーズS（GⅡ） |

## 競走成績
以下の内容は、JBISサーチ、netkeiba.com、サカブジョッキークラブおよびRacing Postの情報に基づく。
| 競走日     | 競馬場 | 競走名        | 格  | 距離（馬場）  | 頭 数 | 枠 番 | 馬 番 | オッズ （人気） | 着順 | タイム （上がり3F） | 着差  | 騎手          | 斤量 [kg] | 1着馬（2着馬）       | 馬体重 [kg] |
| ---------- | ------ | ------------- | --- | ------------- | ----- | ----- | ----- | --------------- | ---- | ------------------- | ----- | ------------- | --------- | -------------------- | ----------- |
| 2019.01.20 | 京都   | 3歳新馬       |     | 芝1600m（稍） | 16    | 3     | 5     | 003.90（2人）   | 02着 | R1:37.6（35.6）     | -0.7  | 0松山弘平     | 56        | アンドラステ         | 446         |
| 0000.02.24 | 小倉   | 3歳未勝利     |     | 芝1800m（良） | 16    | 7     | 14    | 003.90（1人）   | 02着 | R1:48.4（36.4）     | -0.0  | 0藤岡康太     | 56        | ブラックバッジ       | 446         |
| 0000.05.12 | 京都   | 3歳未勝利     |     | 芝1800m（良） | 13    | 7     | 10    | 001.50（1人）   | 02着 | R1:48.1（34.5）     | -0.0  | 0B.アヴドゥラ | 56        | ジュンサロベツ       | 442         |
| 0000.06.02 | 阪神   | 3歳未勝利     |     | 芝1800m（良） | 17    | 4     | 7     | 001.50（1人）   | 01着 | R1:48.2（35.5）     | -0.4  | 0藤岡康太     | 56        | （ハギノベルエキプ） | 444         |
| 0000.07.27 | 小倉   | 国東特別      | 1勝 | 芝2000m（良） | 11    | 3     | 3     | 002.00（1人）   | 01着 | R1:59.3（35.5）     | -0.0  | 0川田将雅     | 54        | （リトミカメンテ）   | 446         |
| 0000.09.29 | 阪神   | 兵庫特別      | 2勝 | 芝2400m（良） | 9     | 3     | 3     | 003.00（1人）   | 01着 | R2:24.9（34.2）     | -0.1  | 0松山弘平     | 53        | （ヴィッセン）       | 448         |
| 2020.01.11 | 中山   | 迎春S         | 3勝 | 芝2200m（良） | 13    | 2     | 2     | 004.40（2人）   | 05着 | R2:15.0（35.3）     | -0.6  | 0田辺裕信     | 56        | オセアグレイト       | 440         |
| 0000.04.19 | 阪神   | 御堂筋S       | 3勝 | 芝2400m（良） | 8     | 6     | 6     | 005.70（3人）   | 05着 | R2:27.9（35.1）     | -1.2  | 0藤井勘一郎   | 57        | バラックパリンカ     | 448         |
| 0000.05.24 | 京都   | 烏丸S         | 3勝 | 芝2400m（良） | 16    | 8     | 15    | 012.90（7人）   | 03着 | R2:25.6（35.3）     | -0.7  | 0松田大作     | 57        | ミスマンマミーア     | 446         |
| 0000.06.13 | 東京   | ジューンS     | 3勝 | 芝2400m（不） | 18    | 2     | 4     | 008.40（4人）   | 06着 | R2:33.9（38.2）     | -0.8  | 0武豊         | 55        | サンレイポケット     | 446         |
| 2021.01.31 | 中京   | 美濃S         | 3勝 | 芝2200m（良） | 15    | 1     | 1     | 026.20（8人）   | 04着 | R2:14.0（36.3）     | -1.2  | 0岩田望来     | 57        | ヒートオンビート     | 456         |
| 0000.02.27 | 阪神   | 松籟S         | 3勝 | 芝3200m（良） | 14    | 3     | 4     | 018.30（5人）   | 03着 | R3:15.4（36.0）     | -0.5  | 0岩田望来     | 55        | ディアスティマ       | 452         |
| 0000.05.15 | 東京   | 緑風S         | 3勝 | 芝2400m（良） | 11    | 8     | 11    | 016.80（7人）   | 03着 | R2:24.2（33.6）     | -0.0  | 0大野拓弥     | 57        | アイアンバローズ     | 456         |
| 0000.06.12 | 東京   | ジューンS     | 3勝 | 芝2400m（良） | 11    | 8     | 11    | 002.80（1人）   | 01着 | R2:24.6（34.5）     | -0.1  | 0C.ルメール   | 56        | （アンティシペイト） | 452         |
| 0000.10.17 | 東京   | オクトーバーS | L   | 芝2000m（稍） | 18    | 3     | 6     | 011.60（3人）   | 06着 | R2:00.6（35.6）     | -0.6  | 0石橋脩       | 56        | パンサラッサ         | 446         |
| 0000.12.04 | 中山   | ステイヤーズS | GII | 芝3600m（良） | 13    | 8     | 13    | 006.60（5人）   | 03着 | R3:47.9（35.4）     | -0.3  | 0内田博幸     | 56        | ディバインフォース   | 446         |
| 2022.01.05 | 中京   | 万葉S         | OP  | 芝3000m（良） | 13    | 8     | 12    | 005.20（2人）   | 03着 | R3:04.5（35.5）     | -0.2  | 0川田将雅     | 55        | マカオンドール       | 446         |
| 0000.03.20 | 阪神   | 阪神大賞典    | GII | 芝3000m（良） | 13    | 3     | 3     | 014.50（3人）   | 03着 | R3:05.4（35.4）     | -0.4  | 0川田将雅     | 56        | ディープボンド       | 448         |
| 0000.05.01 | 阪神   | 天皇賞（春）  | GI  | 芝3200m（稍） | 18    | 8     | 17    | 035.80（8人）   |      | 競走中止            |       | 0川田将雅     | 58        | タイトルホルダー     | 454         |
| 0000.12.03 | 中山   | ステイヤーズS | GII | 芝3600m（良） | 14    | 5     | 7     | 005.40（3人）   | 01着 | R3:46.3（35.5）     | -0.1  | 0D.レーン     | 56        | （プリュムドール）   | 456         |
| 2023.02.25 | KAA    | レッドシーTH  | G3  | 芝3000m（GF） | 13    | 1     | 7     | 006.00（2人）   | 01着 | R3:06.46            | -0.38 | 0D.レーン     | 56.6      | （Enemy）            | 計不        |
| 0000.04.30 | 京都   | 天皇賞（春）  | GI  | 芝3200m（稍） | 17    | 8     | 16    | 022.50（6人）   | 03着 | R3:16.7（35.1）     | -0.6  | 0D.レーン     | 58        | ジャスティンパレス   | 462         |
| 2024.03.17 | 阪神   | 阪神大賞典    | GII | 芝3000m（稍） | 15    | 7     | 13    | 008.60（4人）   | 11着 | R3:09.0（36.7）     | -2.2  | 0武豊         | 57        | テーオーロイヤル     | 454         |
| 0000.04.28 | 京都   | 天皇賞（春）  | GI  | 芝3200m（良） | 17    | 5     | 9     | 034.60（7人）   | 16着 | 03:20.0（40.3）     | -5.8  | 0M.デムーロ   | 58        | テーオーロイヤル     | 462         |

- 海外の競走の「枠番」欄にはゲート番を記載
- 海外のオッズ・人気はRacing Postのもの（日本式のオッズ表記とした）

## 血統表
| シルヴァーソニックの血統    | シルヴァーソニックの血統                                  | シルヴァーソニックの血統                                  | （血統表の出典）                                          | （血統表の出典）  |
| 父系                        | サンデーサイレンス系                                      | サンデーサイレンス系                                      | サンデーサイレンス系                                      | [ § 2 ]           |
| 父 オルフェーヴル 2008 栗毛 | 父の父ステイゴールド 1994 黒鹿毛                          | *サンデーサイレンス                                       | Halo                                                      | Halo              |
| 父 オルフェーヴル 2008 栗毛 | 父の父ステイゴールド 1994 黒鹿毛                          | *サンデーサイレンス                                       | Wishing Well                                              |                   |
| 父 オルフェーヴル 2008 栗毛 | 父の父ステイゴールド 1994 黒鹿毛                          | ゴールデンサッシュ                                        | *ディクタス                                               | *ディクタス       |
| 父 オルフェーヴル 2008 栗毛 | 父の父ステイゴールド 1994 黒鹿毛                          | ゴールデンサッシュ                                        | ダイナサッシュ                                            |                   |
| 父 オルフェーヴル 2008 栗毛 | 父の母オリエンタルアート 1997 栗毛                        | メジロマックイーン                                        | メジロティターン                                          | メジロティターン  |
| 父 オルフェーヴル 2008 栗毛 | 父の母オリエンタルアート 1997 栗毛                        | メジロマックイーン                                        | メジロオーロラ                                            |                   |
| 父 オルフェーヴル 2008 栗毛 | 父の母オリエンタルアート 1997 栗毛                        | エレクトロアート                                          | *ノーザンテースト                                         | *ノーザンテースト |
| 父 オルフェーヴル 2008 栗毛 | 父の母オリエンタルアート 1997 栗毛                        | エレクトロアート                                          | *グランマスティーヴンス                                   |                   |
| 母 エアトゥーレ 1997 芦毛   | 母の父*トニービン Tony Bin 1983 鹿毛                      | *カンパラ Kampala                                         | Kalamoun                                                  | Kalamoun          |
| 母 エアトゥーレ 1997 芦毛   | 母の父*トニービン Tony Bin 1983 鹿毛                      | *カンパラ Kampala                                         | State Pension                                             |                   |
| 母 エアトゥーレ 1997 芦毛   | 母の父*トニービン Tony Bin 1983 鹿毛                      | Severn Bridge                                             | Hornbeam                                                  | Hornbeam          |
| 母 エアトゥーレ 1997 芦毛   | 母の父*トニービン Tony Bin 1983 鹿毛                      | Severn Bridge                                             | Priddy Fair                                               |                   |
| 母 エアトゥーレ 1997 芦毛   | 母の母*スキーパラダイス 1990 芦毛                         | Lyphard                                                   | Northern Dancer                                           | Northern Dancer   |
| 母 エアトゥーレ 1997 芦毛   | 母の母*スキーパラダイス 1990 芦毛                         | Lyphard                                                   | Goofed                                                    |                   |
| 母 エアトゥーレ 1997 芦毛   | 母の母*スキーパラダイス 1990 芦毛                         | Ski Goggle                                                | ロイヤルスキー                                            | ロイヤルスキー    |
| 母 エアトゥーレ 1997 芦毛   | 母の母*スキーパラダイス 1990 芦毛                         | Ski Goggle                                                | Mississippi Siren                                         |                   |
| 母系(F-No.)                 | スキーパラダイス(USA)系(FN:3-l)                           | スキーパラダイス(USA)系(FN:3-l)                           | スキーパラダイス(USA)系(FN:3-l)                           | [ § 3 ]           |
| 5代内の近親交配             | ノーザンテースト 5×4＝9.38％、Northern Dancer 5×4＝9.38％ | ノーザンテースト 5×4＝9.38％、Northern Dancer 5×4＝9.38％ | ノーザンテースト 5×4＝9.38％、Northern Dancer 5×4＝9.38％ | [ § 4 ]           |
| 出典                        | 1. 2. 3. 4.                                               | 1. 2. 3. 4.                                               | 1. 2. 3. 4.                                               | 1. 2. 3. 4.       |

- 母エアトゥーレは阪神牝馬ステークス (GII) 優勝。
- 半姉アルティマトゥーレ（父フジキセキ）はセントウルステークス (GII) 、シルクロードステークス (GIII) 優勝。
- 半兄キャプテントゥーレ（父アグネスタキオン）は皐月賞など重賞4勝、クランモンタナ（父ディープインパクト）は小倉記念（GIII）優勝。
- 祖母スキーパラダイスはムーラン・ド・ロンシャン賞（フランスG1）、京王杯スプリングカップ (GII) 優勝。
- スキーパラダイスの半弟スキーキャプテン（父ストームバード）はきさらぎ賞 (GIII) 優勝。
- 曾祖母スキーゴーグルはエイコーンステークス（アメリカG1）優勝。